# Мошкарівське нафтове родовище
Мошкарівське нафтове родовище — належить до Індоло-Кубанської нафтогазоносної області Південного нафтогазоносногу регіону України.

## Опис
Розташоване в південно-західній частині Керченського півострова за 25 км від м. Феодосії.
Приурочене до південного борту Індоло-Кубанського прогину. Нафтоносна структура — асиметрична брахіантикліналь субширотного простягання 8х3 м, висотою 100 м. У 1939 р. на родовищі одержано фонтан нафти з газових покладів середнього майкопу. Продуктивними є алеврити та піски в глинистій товщі. Колектори порового типу.
Поклад нафти пластовий, літологічно обмежений. Режим покладу пружний та розчиненого газу. Розроблялося в 1948-52 рр. Запаси початкові видобувні категорій А+В+С1 — 385 тис.т нафти. Густина дегазованої нафти 837 кг/м³.